# Nuoto ai Giochi della VIII Olimpiade - 1500 metri stile libero maschili
La gara dei 1500 metri stile libero maschili dei Giochi di Parigi 1924 venne disputata in tre turni dal 13 al 15 luglio. Vi parteciparono 22 nuotatori di 12 nazioni.
Boy Charlton, allora sedicenne, conquistò la medaglia d'oro, unico atleta non statunitense a conquistare un titolo olimpico nel nuoto in questa edizione dei Giochi. L'australiano si impose in finale strappando il record del mondo allo svedese Arne Borg, argento, primatista prima delle Olimpiadi e che si era migliorato in semifinale. Il terzo fu Frank Beaurepaire, già bronzo quattro anni prima ad Anversa 1920.

## Primo turno
- Batteria 1

| Pos. | Atleta         | Nazione       | Tempo   | Note |
| ---- | -------------- | ------------- | ------- | ---- |
| 1    | Harold Annison | Gran Bretagna | 22'38"4 | Q    |
| 2    | Adam Smith     | Stati Uniti   | 22'48"8 | Q    |
| 3    | Moss Christie  | Australia     | 22'49"4 |      |
| -    | Gustave Klein  | Francia       | -       | DNF  |
| -    | Kazuo Onoda    | Giappone      | -       | DNF  |

- Batteria 2

| Pos. | Atleta        | Nazione       | Tempo   | Note |
| ---- | ------------- | ------------- | ------- | ---- |
| 1    | Åke Borg      | Svezia        | 22'55"2 | Q    |
| 2    | John Taylor   | Gran Bretagna | 23'16"6 | Q    |
| 3    | Kazuo Noda    | Giappone      | 23'44"2 |      |
| 4    | Jean Rebeyrol | Francia       | 24'46"4 |      |

- Batteria 3

| Pos. | Atleta                 | Nazione       | Tempo   | Note |
| ---- | ---------------------- | ------------- | ------- | ---- |
| 1    | Boy Charlton           | Australia     | 21'20"4 | Q,   |
| 2    | Jack Hatfield          | Gran Bretagna | 22'26"8 | Q    |
| 3    | Dick Howell            | Stati Uniti   | 22'48"2 | Q    |
| 4    | Dionysios Vasilopoulos | Grecia        | 26'17"4 |      |
| -    | Ante Roje              | Jugoslavia    | -       | DNF  |

- Batteria 4

| Pos. | Atleta           | Nazione  | Tempo   | Note |
| ---- | ---------------- | -------- | ------- | ---- |
| 1    | Arne Borg        | Svezia   | 21'11"4 | Q,   |
| 2    | Katsuo Takaishi  | Giappone | 22'43"2 | Q    |
| 3    | Luigi Bacigalupo | Italia   | 25'04"4 |      |

- Batteria 5

| Pos. | Atleta            | Nazione        | Tempo   | Note |
| ---- | ----------------- | -------------- | ------- | ---- |
| 1    | Frank Beaurepaire | Australia      | 22'17"6 | Q    |
| 2    | George Vernot     | Canada         | 23'11"4 | Q    |
| 3    | Salvator Pellegry | Francia        | 24'07"6 |      |
| 4    | Václav Antoš      | Cecoslovacchia | 24'44"0 |      |
| 5    | Pedro Méndez      | Spagna         | 26'23"5 |      |

## Semifinali
- Batteria 1

| Pos. | Atleta        | Nazione       | Tempo   | Note |
| ---- | ------------- | ------------- | ------- | ---- |
| 1    | Boy Charlton  | Australia     | 21'28"4 | Q    |
| 2    | Arne Borg     | Svezia        | 21'50"8 | Q    |
| 3    | Jack Hatfield | Gran Bretagna | 21'53"4 | Q    |
| 4    | Adma Smith    | Stati Uniti   | 22'39"8 |      |
| 5    | George Vernot | Canada        | 23'02"4 |      |
| 6    | John Taylor   | Gran Bretagna | 23'13"8 |      |

- Batteria 2

| Pos. | Atleta            | Nazione       | Tempo   | Note |
| ---- | ----------------- | ------------- | ------- | ---- |
| 1    | Frank Beaurepaire | Australia     | 21'41"6 | Q    |
| 2    | Katsuo Takaishi   | Giappone      | 21'48"6 | Q    |
| 3    | Åke Borg          | Svezia        | 21'59"4 |      |
| 4    | Harold Annison    | Gran Bretagna | 23'11"8 |      |
| -    | Dick Howell       | Stati Uniti   | -       | DNS  |

## Finale
| Pos.    | Atleta            | Nazione       | Tempo   | Note            |
| ------- | ----------------- | ------------- | ------- | --------------- |
| Oro     | Boy Charlton      | Australia     | 20'06"6 | Record mondiale |
| Argento | Arne Borg         | Svezia        | 20'41"4 |                 |
| Bronzo  | Frank Beaurepaire | Australia     | 21'48"4 |                 |
| 4       | Jack Hatfield     | Gran Bretagna | 21'55"6 |                 |
| 5       | Katsuo Takaishi   | Giappone      | 22'10"4 |                 |